# 동의어

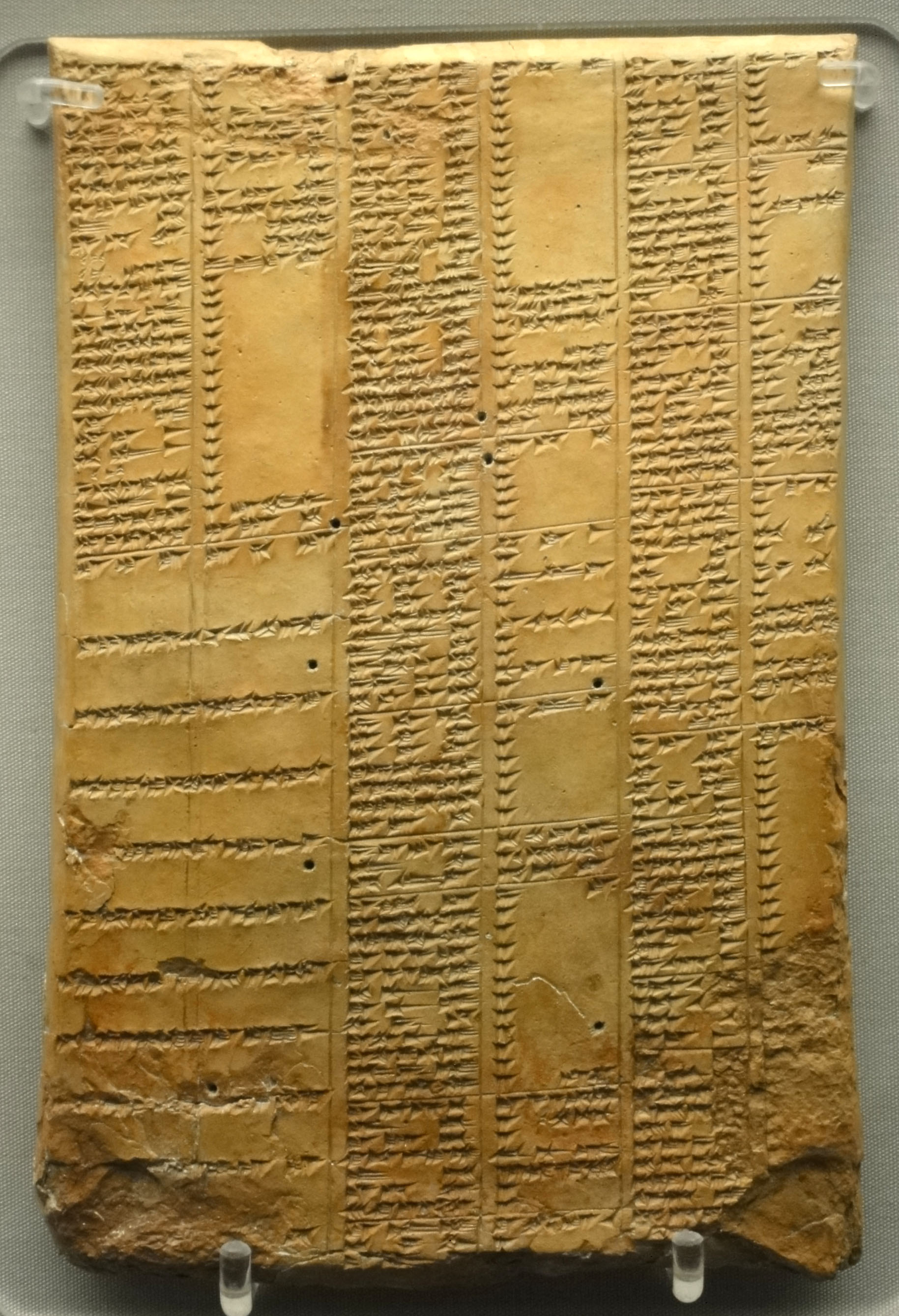
점토판에 있는 쐐기 문자 동의어 목록. 신아시리아 제국 시대)

동의어(同義語·同意語, 문화어: 뜻같은말, 영어: synonym)는 같거나 비슷한 뜻을 가진 다른 낱말이다. 동의어는 특정 언어의 다른 단어, 형태소 또는 구와 정확히 또는 거의 동일한 의미를 갖는 단어, 형태소 또는 구이다. 예를 들어, 영어에서 "시작"을 뜻하는 begin, start, commence, initiate라는 단어는 모두 서로 동의어이다. 동의어에 대한 기준이 되는 테스트 방법은 단어를 대체해보는 것이다. 즉, 의미를 변경하지 않고 문장에서 한 형식을 다른 형식으로 대체할 수 있다. 단어는 한 가지 특정 의미에서만 동의어로 간주된다. 예를 들어 문맥에서 long과 extended는 동의어이지만 long은 extended family(대가족)이라는 문구에 사용할 수 없다.

## 동의어 검증법
동의어인지 아닌 지를 확인하는 몇 가지 검증법이 있다.(성분분석, 교체 검증, 대립검증, 복합어 검증법 등)

### 교체 검증법
- ‘달리다’와 ‘뛰다’는 주어를 바꾸어 보는 교체 검증법으로 부분 동의어임을 알 수 있다.
- ‘앞’과 ‘전’은 ‘앞날’과 ‘전날’에서의 의미 차이를 보는 교체 검증법으로 완전 동의어가 아님을 확인할 수 있다.

### 배열 검증법
- ‘시내’와 ‘개울’은 규모가 더 큰 것을 가리키는 ‘강’과 ‘하천’ 등을 나열해 보는 배열 검증법으로 완전 동의어가 아님을 알 수 있다.

## 이용
동의어는 종종 의미의 뉘앙스를 표현하거나 말하기 또는 쓰기의 다양한 사용역에서 사용된다.
다양한 기술 영역에서는 정확한 기술적 뉘앙스를 전달하기 위해 동의어를 사용할 수 있다.
일부 작가는 동일한 단어를 근접하게 반복하는 것을 피하고 동의어 사용을 선호한다. 이를 우아한 변형(elegant variation)이라고 한다. 현대의 수많은 스타일 가이드는 이를 비판한다.

## 예시
동의어에는 다음과 같은 것들이 있다:
- 아기, 유아
- 학생, 제자
- 구입, 구매
- 예쁜, 아름다운
- 슬픈, 우울한
- 기질, 특성
- 가게, 상점
- 음식점, 레스토랑
- 식당, 밥집
- 무언극, 팬터마임
- 전채, 오르되브르
- 후식, 디저트
- 맞이방, 대합실
- 준말, 줄임말
- 넓이, 면적
- 목마름, 갈증
- 기아, 굶주림
- 학교, 배움터
- 배고픔, 허기
- 코피, 비출혈

## 같이 보기
- 반의어
- 유의어
- 학명이명
- 시소러스
- 의미론